# 梁祐
梁祐（？—？），北地郡（今甘肃省庆阳市）人，南齐、北魏官员。

## 生平
梁祐是裴叔业堂姑的儿子，好学，善于骑马射箭，跟随裴叔业征战，受伤五十多处。永元二年（500年），梁祐参与了裴叔业归附北魏的行动。景明初年，北魏朝廷任命梁祐为右军将军，赐给爵位山桑子。梁祐出任北地郡太守，以身作则，率先守紀，很有政绩。梁祐又历任骁骑将军、太中大夫、右将军。梁祐从容风雅，喜欢吟诵诗歌，经常与朝廷中的贤士大名流在洛水泛舟，以诗酒自娱，后升任光禄大夫，加平北将军。梁祐端正严肃修身养性，不结交攀附权贵，后出任平西将军、京兆郡内史，当时的舆论都认为他受到委屈和压抑。梁祐后在任内去世，朝廷赠予平西将军、泾州刺史。